# Emily Harrington
Emily Harrington född 17 augusti 1986 i Boulder, Colorado är en amerikansk äventyrare och bergsklättrare bosatt i Squaw Valley i Kalifornien. Hon är femfaldig amerikansk mästare i sportklättring och den första kvinnan som klarat av flera 5.14-graderade sportklättringsleder. Hon är sponsrad av The North Face, La sportiva och Petzl.
I november 2020 blev hon den första kvinnan och den fjärde över huvud taget att friklättra den 910 m höga El Capitanväggen via guldportsleden på under ett dygn. Enligt San Francisco Chronicle tog bragden 21 timmar och 13 minuter att genomföra och inkluderade minst ett fall. I november året innan skadades hon i ett tidigare försök, med muskel- och senrupturer som följd efter att ha fallit cirka 13 meter. Adrian Ballinger och Alex Honnold närvarade under försöket och bistod.